# (36883) 2000 SN156
2000 SN156 (asteroide 36883) é um asteroide da cintura principal. Possui uma excentricidade de 0.06902190 e uma inclinação de 1.29408º.
Este asteroide foi descoberto no dia 24 de setembro de 2000 por LINEAR em Socorro.